# 罗摩衍那

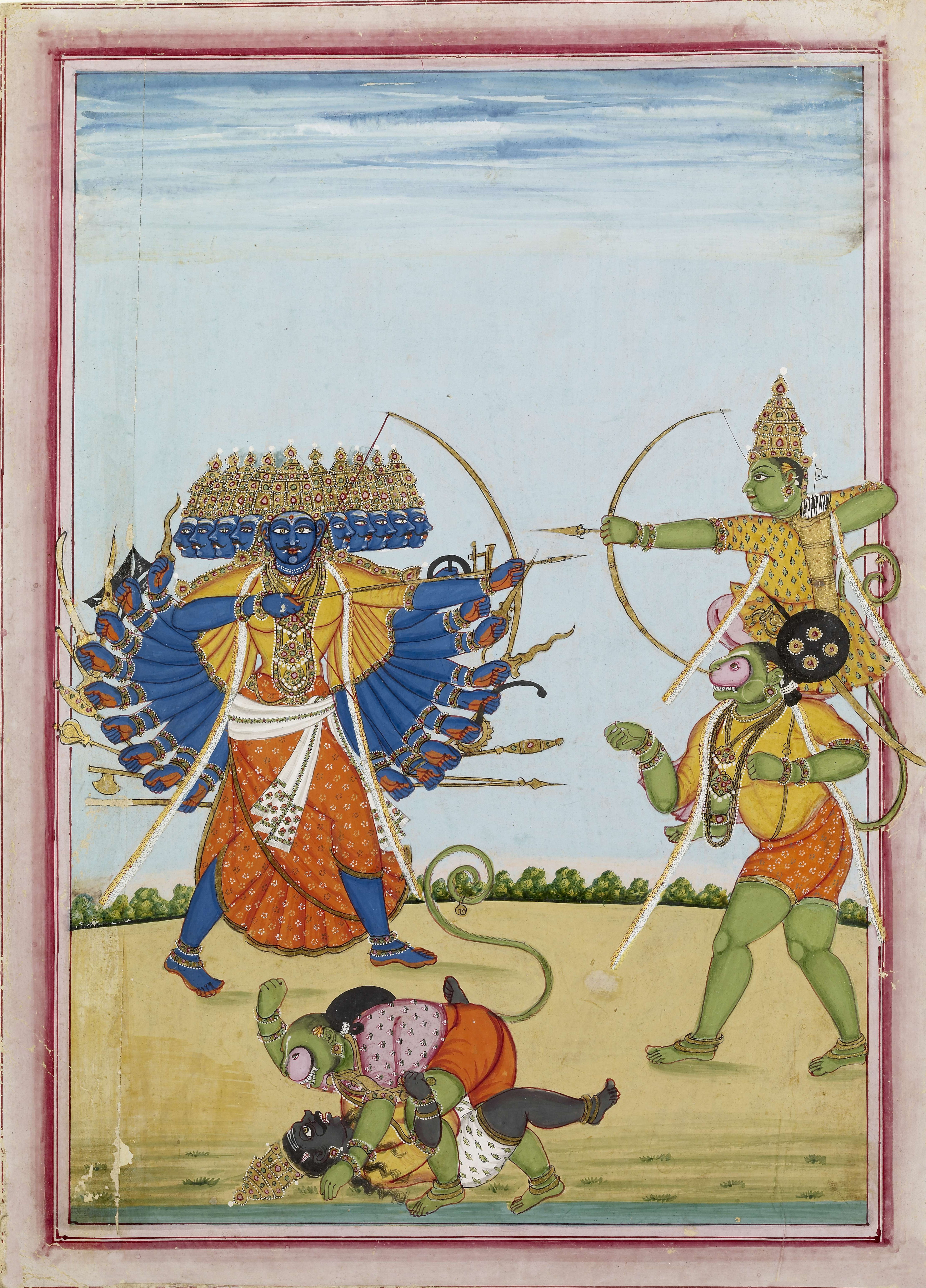
罗摩衍那的神猴

《罗摩衍那》（梵语：रामायण，意思为“罗摩的历险经历”）是印度两大史诗之一、另一部是《摩訶婆羅多》。作者是诗人蚁垤，或譯跋彌（Valmiki），共分为七章，24,000对对句。内容主要讲述拘薩羅国王子罗摩和他妻子悉多的故事。罗摩衍那和另一部更长的史诗《摩诃婆罗多》是印度文化的基础，对印度文学、宗教的发展有相当大的作用。罗摩在印度文化中的地位甚至相当于耶稣在基督教世界文化中的地位。 
罗摩衍那最早成书於公元前300年（至西元三世紀定稿），第二章到第六章是原作，第一章和第七章可能是后来（不早于公元前200年）补充进去的，原作将罗摩描绘成一位理想的英雄，但后来补充的部分将罗摩说成是毗湿奴的化身，两部分的文笔也不一致。
原书依据吠陀体系推算，罗摩和罗刹魔王罗波那之间的战争发生在公元前878,142年，印度传统的历书都是根据这种推算编制的，但是并不为现代历史学家所接受。
印度传统认为罗摩是毗湿奴的化身，他杀死魔王罗波那，确立了人间的宗教和道德标准，神曾经答应蚁垤，只要山海还存在，人们就仍然需要阅读罗摩衍那。
20世紀70年代中國梵文學者季羨林、黃寶生翻譯了《羅摩衍那》。

## 内容概要

### 第一章《青年书》
描写拘薩羅国王向神祭祀求子，火中出现一位仙人，送来神奶，让他分给三个妻子，生了四个儿子。众友仙人到来，要求他的长子罗摩和其异母兄弟罗什曼去保护自己免受魔鬼的干扰，兄弟俩经历了许多冒险，并受到仙人的教导，也从仙人那里获赠几种神奇的武器。
他们受到遮那竭国王的邀请，参与国王为女儿悉多选婿大会，要求参赛者拉开一把湿婆神弓。没有人能拉动，罗摩不仅成功地拉开神弓，而且将弓拉断了，因此获得悉多为妻，经过盛大的婚礼后，两人回到拘薩羅。

### 第二章《阿逾陀书》
又名《阿约提亚书》
十二年以后拘薩羅国王决定退隐到森林中，让长子罗摩继位。国王的另一位妻子曾经在一次战争中做出了贡献，因此，国王答应满足她两个愿望。在那次战争中，由于国王的战车轮轴滑落，她将手臂插入车轮轴中让战车得以继续前进。如今，在罗摩的即位大典前，这位曾经做出牺牲的王妃嫉妒起了罗摩的母亲，在仆人的怂恿之下，她向国王提出了两个愿望：
一、让她自己的儿子继承王位；
二、将罗摩放逐出拘薩羅的首都“阿约提亚”，十四年不准返回。

### 第三章《森林书》
罗摩和他的妻子退居森林，他的兄弟罗什曼坚决要和他一起退居森林。继位的婆罗多也对自己的母亲不满意，跑到森林要求罗摩回去担任国王。罗摩一定要完成父亲的诺言，婆罗多祇得将他的鞋子要走，作为国王的标志，宣称自己只是代行王政，如果14年后罗摩不回来收回国王的位置，自己就要自杀。
魔王罗波那的妹妹对英俊的罗摩倾心，多方引诱，但罗摩始终忠于自己的妻子，毫不动心。罗什曼感到愤怒，将女魔的鼻子割掉。女魔向兄长哭诉，魔王放出一只女魔化身的金鹿，引诱上了悉多，于是向丈夫罗摩求助抓住那只金鹿。
罗摩虽然怀疑这只金鹿是否魔王派来的东西，但也不想拒绝自己的爱妻，于是无奈地追上它去，同时也委托罗什曼替自己保护嫂子。不久，悉多仿佛听到罗摩模糊的声音叫着罗什曼同去，罗什曼不信，因为罗摩是天下没有任何人能够欺负的最强者。悉多固执让他追。罗什曼临走前吩咐她千万不许出屋，不许接待任何人。罗摩和罗什曼追逐，魔王罗波那趁机化身为仙人过路求食，悉多不小心就被他用飞车劫走。
鹰王看到悉多被魔王劫走就连忙着去救回，可惜罗波那更强。两兄弟把金鹿处理后从重伤的鹰王得知悉多被劫走的消息，决定出行救回悉多。

### 第四章《猴王国书》

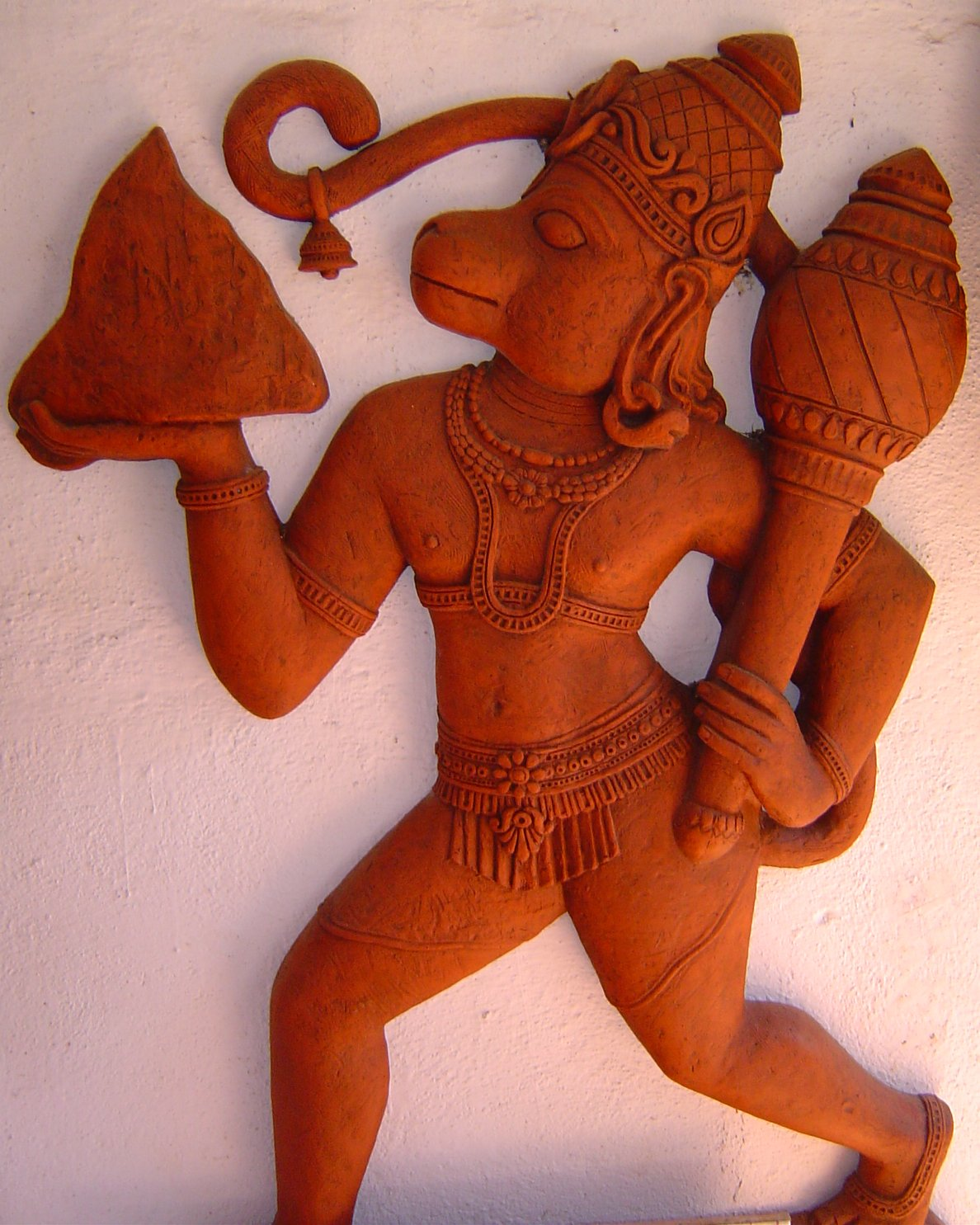
哈努曼陶器

罗摩在寻找悉多的过程中遇到猴王国国王须羯哩婆，须羯哩婆被其兄波林夺去王位和妻子，罗摩和神猴哈努曼帮助须羯哩婆杀死波林，夺回王位。
须羯哩婆重新作为猴王国国王後却忽略对罗摩和罗什曼的承诺，乐于城里的美色。罗什曼对此十分愤怒，而立即将猴王国都毁掉。须羯哩婆妻子多罗劝说他，让他守诺以夺回自己的尊严及熄灭罗什曼的怒火。须羯哩婆答应帮助罗摩寻找他的妻子悉多。

### 第五章《哈努曼书》
须羯哩婆派遣哈努曼去寻找悉多的下落，哈努曼向南方一直走到印度洋，他有跨越印度洋的能力，但由于受到诅咒，他忘记了自己的能力，在大家的鼓励下，他恢复了记忆，跨越印度洋，在斯里蘭卡找到了悉多。
哈努曼发现悉多被囚禁在魔王罗波那的宫殿中，于是偷偷地将罗摩戒指给悉多，以保证罗摩安全无事。哈努曼请悉多跟他一起回去，但是悉多不愿意任何男人碰她而拒绝了。悉多委托哈努曼转告罗摩，求他亲自来救回，也将她被罗波那劫来的屈辱洗涤。
见悉多后，哈努曼骚扰了整个魔国。树木、城楼、魔国卫军都由他一手之下变成战场。他胸有成竹地轻易地被逮捕，并向魔王说起要求放悉多回去的条件，否则会受到罗摩的惩罚。魔王非常愤怒，要处死哈努曼。但在他弟弟维毗沙那的劝说下，认为不应该处死使节，决定让他的魔鬼部下将哈努曼的尾巴点着。哈努曼带着燃烧的尾巴，飞出牢笼，横穿整个斯里蘭卡，引起大火，烧毁了整个城市，自己并没有受伤。然后返回向罗摩报信。
罗摩、罗什曼和哈努曼一起向南方进发，解救悉多，直到印度洋边。

### 第六章《战争书》
罗摩要求罗波那放回自己的妻子，受到罗波那的拒绝，他决定发起战争，在神兵的帮助下建立了一座通往斯里蘭卡的桥梁 - 羅摩橋，杀死魔王罗波那，救回悉多。由于被困在魔国了几年，没有什么能保证悉多是以前純粹与贞洁。只好通过火验才能证实她对罗摩的专一，当她走进火堆时，火神无法胜过她的贞洁，使得她一点的伤痕都没有。这时已经过去14年，他们一起回到拘薩羅，罗摩接受王位。他统治的时期印地语称为“罗摩莱亚”（罗摩统治期间），这个词在印度文化中一直代表理想的治理和公正的法律。

### 第七章《结局书》
这章中讲述由于臣民仍然怀疑悉多不贞，罗摩虽然对悉多有信心，但禁不起民声载道而不得已地将悉多放逐到森林中，悉多为罗摩生下两个儿子。两位王子从师跋弥仙人读书，长大的过程中对自己俩的身份依然是个谜。
跋弥仙人撰写《罗摩衍那》经书给两王子。后来，当罗摩在宫殿里举行典礼时，跋弥仙人一同带着两位王子，他们俩在罗摩面前念出《罗摩衍那》经到悉多被放逐的那段来，罗摩无意中掉下了眼泪。跋弥仙人请悉多出来，她再次呼吁大地圣母作证以声明自己清白，然后被大地接纳而吞没下去。
罗摩领养自己两个亲儿子，直到收到阎罗王传来的死亡消息。临走前，他为两子做好遗嘱，于是他自己、同父兄弟以及猴军们就此安心归天。
有许多人认为这一章描绘的罗摩违反了以前的道德准则，可能是后来由其他人添加的，不是蚁垤的原作。

## 影響
《罗摩衍那》不仅是印度文化的根源之一，对东南亚的文化也有很大的影响，爪哇岛、巴厘岛、马来西亚、菲律宾、泰国、柬埔寨、缅甸、寮國都有关于罗摩或源于《罗摩衍那》的类似的史诗。一些庙宇中也有罗摩和魔王作战的壁画。有研究者认为，中国《西游记》最早版本中的“猴行者”孙悟空的形象也受到哈努曼形象的影响，但事实上当时中国并没有《罗摩衍那》汉译本。据中野美代子等学者研究，该形象及故事原型可能由印度商人自沿海水路传入。